# Озерова, Галина Александровна
Галина Александровна Озерова (14 [27] сентября 1905 или 1 сентября 1905, Романово-Борисоглебский уезд, Ярославская губерния — 9 декабря 1990, Ленинград) — советский библиограф, библиографовед и краевед.

## Биография
Родилась 14 сентября 1905 года в Семенчакове в крестьянской семье, отец — служащий книжного магазина. В 1922 году окончила единую трудовую школу в Петрограде, в том же году поступила на факультет общественных наук ПетрГУ (ЛГУ), который она окончила в 1925 году, в 1942 году поступила на аспирантуру при ГПБ, которую она окончила в 1947 году. Начиная с 1947 года работала в различных библиотеках Ленинграда и облпрофсовете на должности инструктора по комплектованию библиотечных фондов, но её основным местом работы была ГПБ, где она проработала с 1942 по 1986 год, после чего ушла на пенсию. Внесла огромный вклад в краеведческую библиографию.
Скончалась 9 декабря 1990 года в Ленинграде. Похоронена на кладбище Памяти жертв 9-го января.

## Научные работы
Основные научные работы посвящены краеведческой библиографии. Автор ряда научных работ.

## Членство в обществах
- Член Географического общества СССР.

## Комментарии
1. ↑  Деревня Семенчаково[2] относилась к 1-му стану Романово-Борисоглебского уезда Ярославской губернии[3]; ныне является частью деревни Богдановка в Тутаевском районе Ярославской области[4].